# Afroedura transvaalica
Afroedura transvaalica là một loài thằn lằn trong họ Gekkonidae. Loài này được Hewitt mô tả khoa học đầu tiên năm 1925.